# CSN 2012
CSN 2012 è un album dal vivo del gruppo rock Crosby, Stills & Nash, pubblicato nel 2012.

## Tracce

### Disco 1
1. Carry On/Questions – 8:43 (Stephen Stills)
2. Marrakesh Express – 3:44 (Graham Nash)
3. Long Time Gone – 6:30 (David Crosby)
4. Military Madness – 4:16 (Graham Nash)
5. Southern Cross – 5:09 (Stephen Stills, Richard Curtis, Michael Curtis)
6. Lay Me Down – 5:08 (James Raymond)
7. Almost Gone – 4:33 (Graham Nash, James Raymond)
8. Wasted on the Way – 3:33 (Graham Nash)
9. Radio – 3:48 (David Crosby)
10. Bluebird – 7:18 (Stephen Stills)
11. Déjà Vu – 13:18 (David Crosby)
12. Wooden Ships – 10:40 (David Crosby, Paul Kantner, Stephen Stills)

### Disco 2
1. Helplessly Hoping – 5:02 (Stephen Stills)
2. In Your Name – 5:06 (Graham Nash)
3. Girl from the North Country – 4:51 (Bob Dylan)
4. As I Come of Age – 4:09 (Stephen Stills)
5. Guinnevere – 7:01 (David Crosby)
6. Johnny's Garden – 5:22 (Stephen Stills)
7. So Begins the Task – 4:03 (Stephen Stills)
8. Cathedral – 7:58 (Graham Nash)
9. Our House – 3:46 (Graham Nash)
10. Love the One You're With – 7:14 (Stephen Stills)
11. For What It's Worth – 5:55 (Stephen Stills)
12. Teach Your Children – 5:06 (Graham Nash)
13. Suite: Judy Blue Eyes – 9:20 (Stephen Stills)

## Formazione
- David Crosby — voce, chitarra
- Stephen Stills — voce, chitarra, tastiera
- Graham Nash — voce, chitarra, tastiera
- Shane Fontayne — chitarra
- James Raymond — tastiera, voce
- Todd Caldwell — organo
- Kevin McCormick — basso
- Steve DiStanislao — batteria